# Top 30
Top 30 (также известный ранее как BRT Top 30, а сегодня как Radio 2 Top 30 и VRT Top 30) — еженедельный музыкальный хит-парад, составляемый сетью Vlaamse Radio-en Televisieomroeporganisatie (VRT) и транслируемый каждую субботу в эфире радиостанции Radio 2. Хит-парад впервые был опубликован 2 мая 1970 года с «Spirit in the Sky» Нормана Гринбаума в качестве первой песни номер один.
Это был главный и самый крупный хит-парад для Фландрии (нидерландоязычной части Бельгии) до января 1995 года, пока не был создан Ultratop 50. Тем не менее, Top 30 продолжает составляться и по сей день, и как таковой стал самым продолжительным музыкальным чартом в Бельгии.